# Caux
Pour les articles homonymes, voir Caux (homonymie).
Caux [ko] est une commune française située dans le département de l'Hérault, en région Occitanie.
La commune possède un patrimoine naturel remarquable composé d'une zone naturelle d'intérêt écologique, faunistique et floristique.

## Géographie

### Localisation

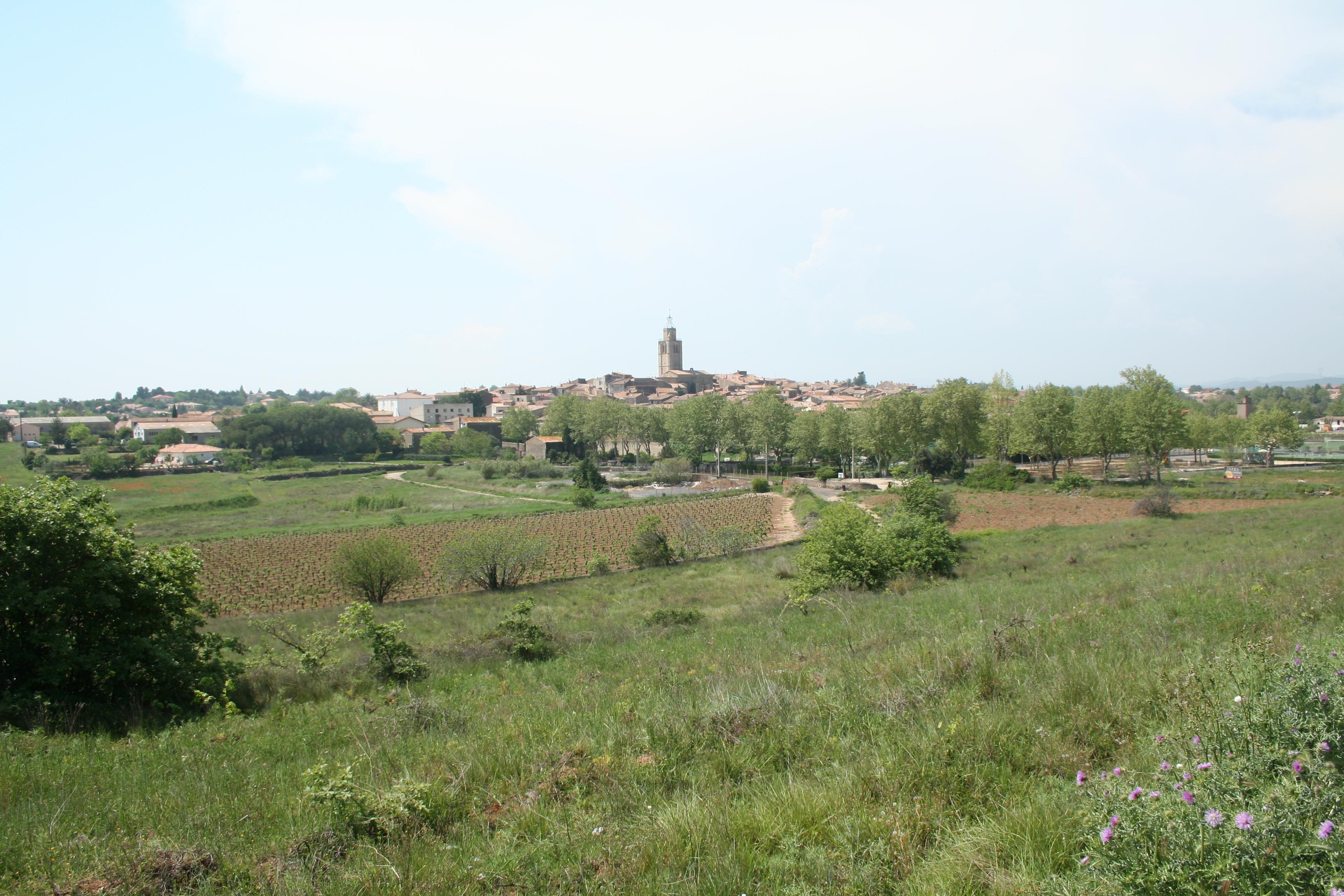
Vue générale.

Caux est un village circulade situé à proximité de Pézenas.
Elle est dans l'unité urbaine de Caux et fait partie de l'aire d'attraction de Pézenas.

### Communes limitrophes
Les communes limitrophes sont  Alignan-du-Vent, Fontès, Neffiès, Nizas, Pézenas et Roujan.
| Neffiès         | Fontès | Nizas   |
| Roujan          | Caux   |         |
| Alignan-du-Vent |        | Pézenas |

### Géologie et relief
La superficie de la commune est de 24,84 km2 ; son altitude varie de 27  à   166 mètres.

### Hydrographie

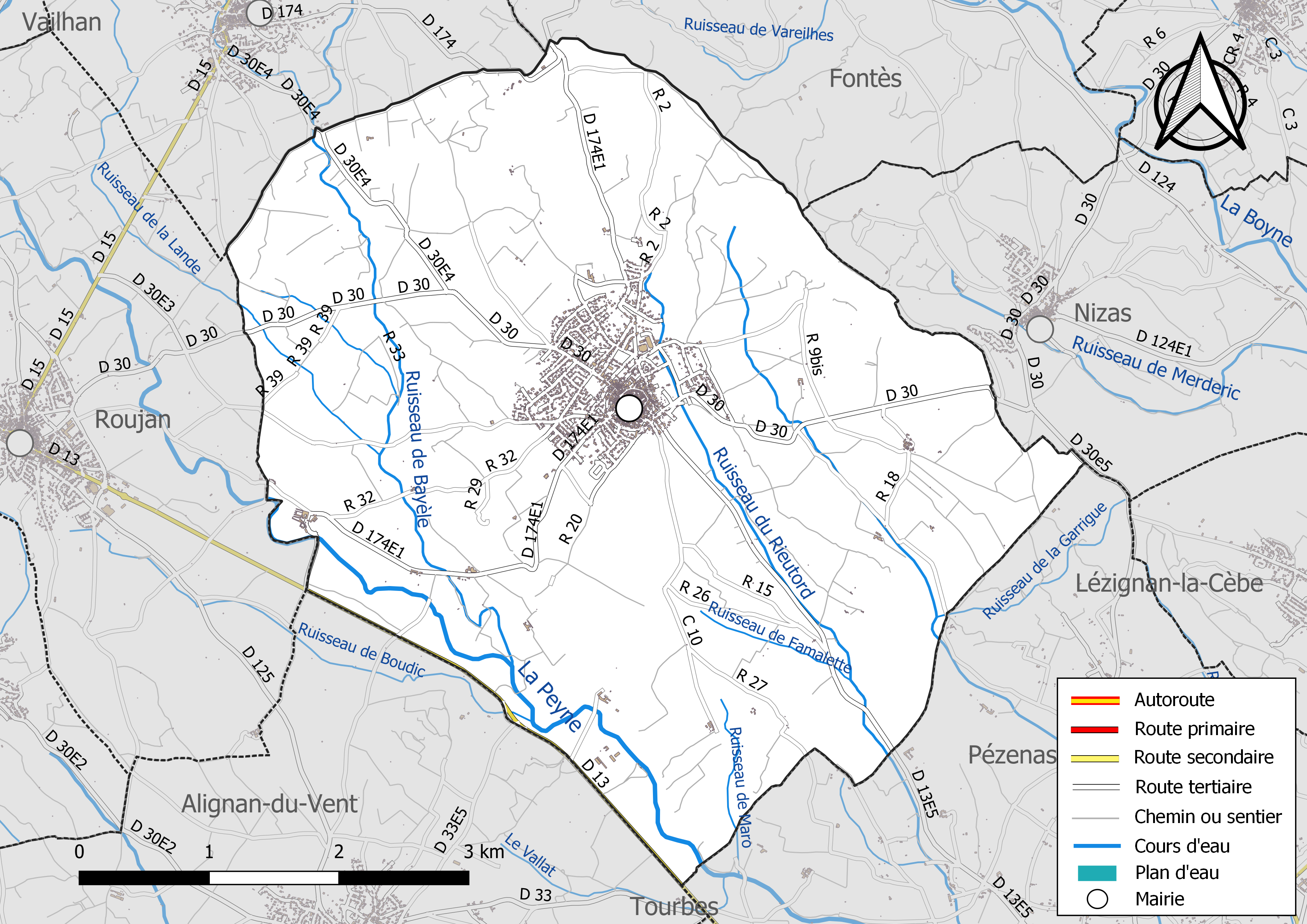
Carte hydrographique et des infrastructures de transport de la commune.

La commune est drainée par la Peyne, le ruisseau de Bayèle, le ruisseau de Tartuguier, le ruisseau du Rieutord et par divers autres petits cours d'eau.

### Climat
Pour des articles plus généraux, voir Climat de l'Occitanie et Climat de l'Hérault.
En 2010, le climat de la commune est de type climat méditerranéen franc, selon une étude s'appuyant sur une série de données couvrant la période 1971-2000. En 2020, Météo-France publie une typologie des climats de la France métropolitaine dans laquelle la commune est exposée à un climat méditerranéen et est dans la région climatique Provence, Languedoc-Roussillon, caractérisée par une pluviométrie faible en été, un très bon ensoleillement (2 600 h/an), un été chaud (21,5 °C), un air très sec en été, sec en toutes saisons, des vents forts (fréquence de 40 à 50 % de vents > 5 m/s) et peu de brouillards.
Pour la période 1971-2000, la température annuelle moyenne est de 14,4 °C, avec une amplitude thermique annuelle de 16,2 °C. Le cumul annuel moyen de précipitations est de 701 mm, avec 6,1 jours de précipitations en janvier et 2,6 jours en juillet. Pour la période 1991-2020, la température moyenne annuelle observée sur la station météorologique la plus proche, située sur la commune de Roujan à 5 km à vol d'oiseau, est de 14,7 °C et le cumul annuel moyen de précipitations est de 577,8 mm,. Pour l'avenir, les paramètres climatiques de la commune estimés pour 2050 selon différents scénarios d'émission de gaz à effet de serre sont consultables sur un site dédié publié par Météo-France en novembre 2022.

### Milieux naturels et biodiversité

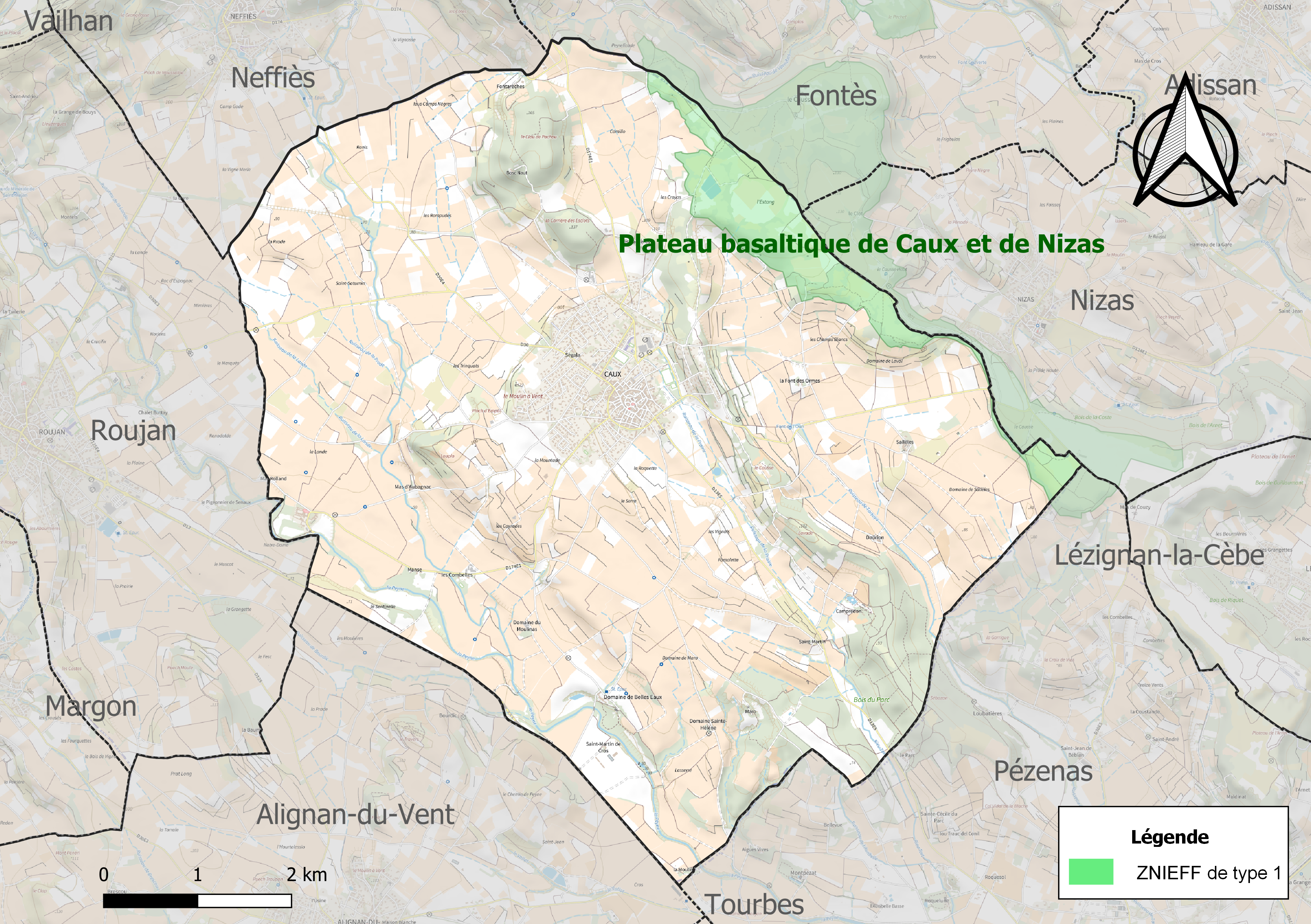
Carte de la ZNIEFF de type 1 localisée sur la commune.

L’inventaire des zones naturelles d'intérêt écologique, faunistique et floristique (ZNIEFF) a pour objectif de réaliser une couverture des zones les plus intéressantes sur le plan écologique, essentiellement dans la perspective d’améliorer la connaissance du patrimoine naturel national et de fournir aux différents décideurs un outil d’aide à la prise en compte de l’environnement dans l’aménagement du territoire.
Une ZNIEFF de type 1 est recensée sur la commune :
le « plateau basaltique de Caux et de Nizas » (345 ha), couvrant 4 communes du département.

## Urbanisme

### Typologie
Au 1er janvier 2024, Caux est catégorisée bourg rural, selon la nouvelle grille communale de densité à sept niveaux définie par l'Insee en 2022.
Elle appartient à l'unité urbaine de Caux, une unité urbaine monocommunale constituant une ville isolée,. Par ailleurs la commune fait partie de l'aire d'attraction de Pézenas, dont elle est une commune de la couronne,. Cette aire, qui regroupe 8 communes, est catégorisée dans les aires de moins de 50 000 habitants,.

### Occupation des sols

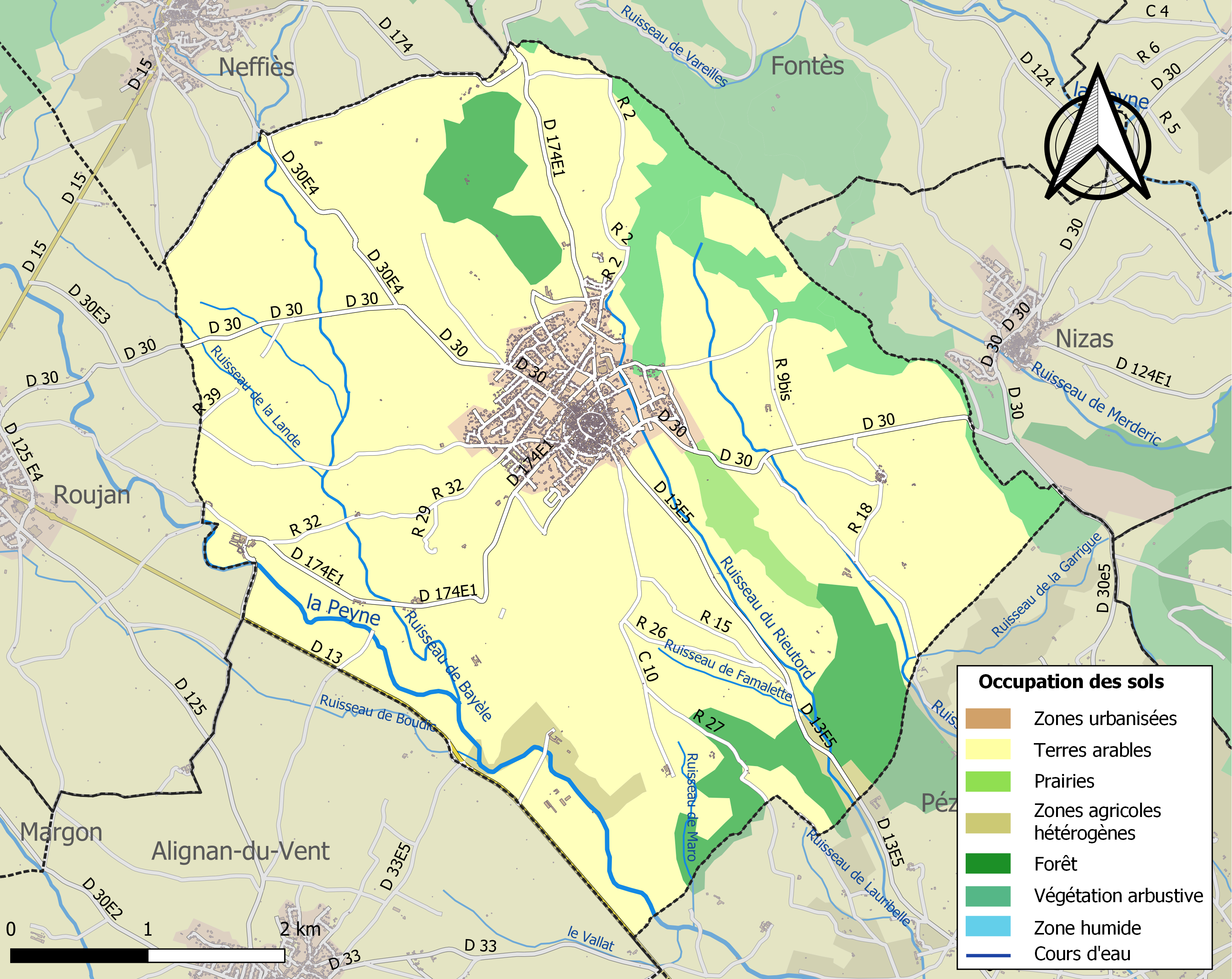
Carte des infrastructures et de l'occupation des sols de la commune en 2018 (CLC).

L'occupation des sols de la commune, telle qu'elle ressort de la base de données européenne d’occupation biophysique des sols Corine Land Cover (CLC), est marquée par l'importance des territoires agricoles (81,8 % en 2018), en diminution par rapport à 1990 (83,7 %). La répartition détaillée en 2018 est la suivante : 
cultures permanentes (78,8 %), forêts (7,5 %), zones urbanisées (5,7 %), milieux à végétation arbustive et/ou herbacée (5 %), zones agricoles hétérogènes (1,7 %), prairies (1,3 %). L'évolution de l’occupation des sols de la commune et de ses infrastructures peut être observée sur les différentes représentations cartographiques du territoire : la carte de Cassini (XVIIIe siècle), la carte d'état-major (1820-1866) et les cartes ou photos aériennes de l'IGN pour la période actuelle (1950 à aujourd'hui).

### Habitat et logement
En 2020, le nombre total de logements dans la commune était de 1 487, alors qu'il était de 1 397 en 2015 et de 1 324 en 2010.
Parmi ces logements, 78,7 % étaient des résidences principales, 17,4 % des résidences secondaires et 3,9 % des logements vacants. Ces logements étaient pour 90,9 % d'entre eux des maisons individuelles et pour 9,1 % des appartements.
Le tableau ci-dessous présente la typologie des logements à Caux en 2020 en comparaison avec celle de l'Hérault et de la France entière. Une caractéristique marquante du parc de logements est ainsi une proportion de résidences secondaires et logements occasionnels (17,4 %) inférieure à celle du département (18 %) mais supérieure à celle de la France entière (9,7 %). 
| Typologie                                               | Caux | Hérault | France entière |
| ------------------------------------------------------- | ---- | ------- | -------------- |
| Résidences principales (en %)                           | 78,7 | 74,9    | 82,1           |
| Résidences secondaires et logements occasionnels (en %) | 17,4 | 18      | 9,7            |
| Logements vacants (en %)                                | 3,9  | 7,1     | 8,2            |

### Risques majeurs
Le territoire de la commune de Caux est vulnérable à différents aléas naturels : météorologiques (tempête, orage, neige, grand froid, canicule ou sécheresse), inondations, feux de forêts et séisme (sismicité faible). Il est également exposé à deux risques technologiques,  le transport de matières dangereuses et la rupture d'un barrage. Un site publié par le BRGM permet d'évaluer simplement et rapidement les risques d'un bien localisé soit par son adresse soit par le numéro de sa parcelle.

### Risques naturels et technologiques
Certaines parties du territoire communal sont susceptibles d’être affectées par le risque d’inondation par débordement de cours d'eau, notamment la Peyne. La commune a été reconnue en état de catastrophe naturelle au titre des dommages causés par les inondations et coulées de boue survenues en 1982, 1986 et 2019,.
Caux est exposée au risque de feu de forêt. Un plan départemental de protection des forêts contre les incendies (PDPFCI) a été approuvé en juin 2013 et court jusqu'en 2022, où il doit être renouvelé. Les mesures individuelles de prévention contre les incendies sont précisées par deux arrêtés préfectoraux et s’appliquent dans les zones exposées aux incendies de forêt et à moins de 200 mètres de celles-ci. L’arrêté du 25 avril 2002 réglemente l'emploi du feu en interdisant notamment d’apporter du feu, de fumer et de jeter des mégots de cigarette dans les espaces sensibles et sur les voies qui les traversent sous peine de sanctions. L'arrêté du 11 mars 2013 rend le débroussaillement obligatoire, incombant au propriétaire ou ayant droit,.

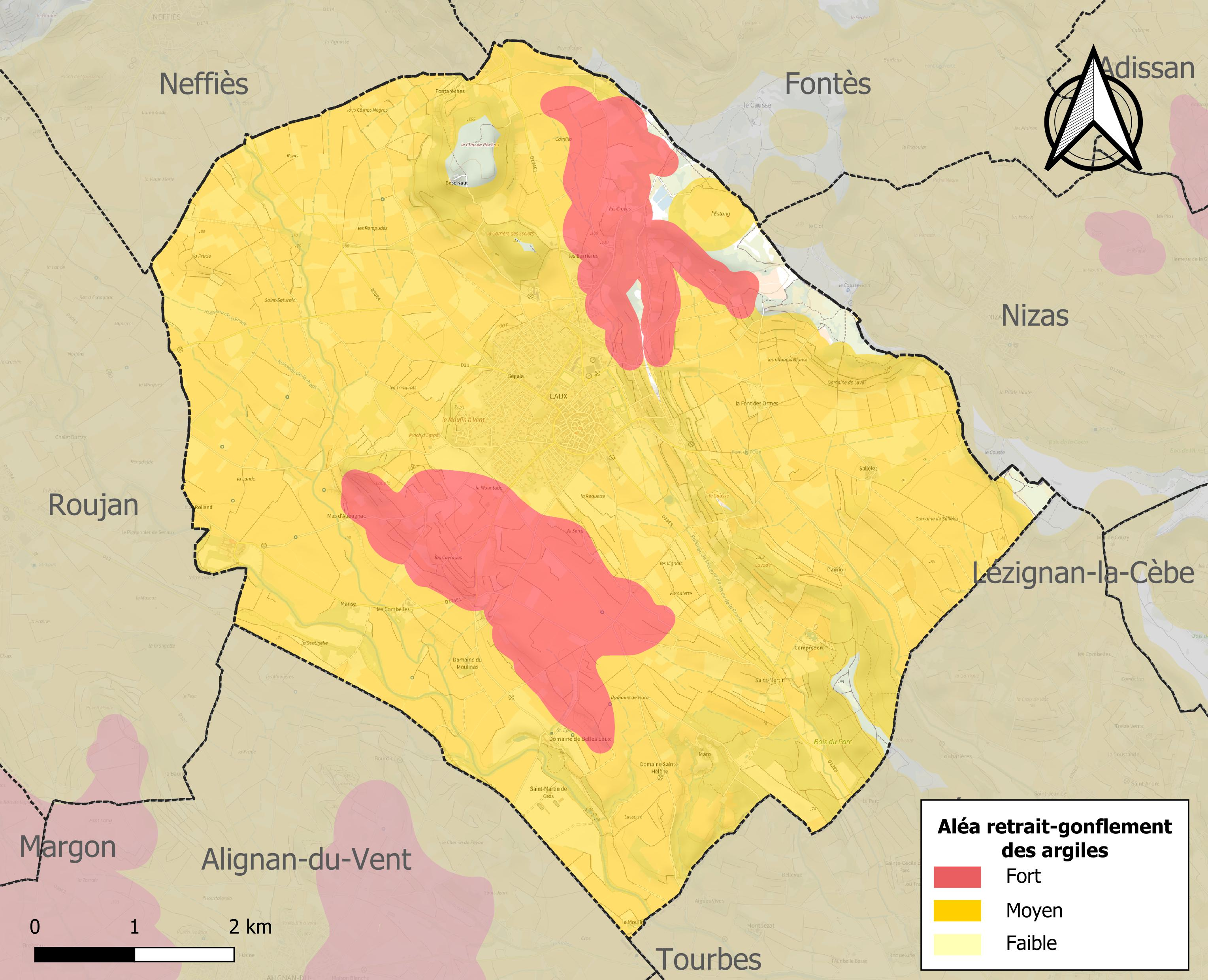
Carte des zones d'aléa retrait-gonflement des sols argileux de Caux.

Le retrait-gonflement des sols argileux est susceptible d'engendrer des dommages importants aux bâtiments en cas d’alternance de périodes de sécheresse et de pluie. 96,9 % de la superficie communale est en aléa moyen ou fort (59,3 % au niveau départemental et 48,5 % au niveau national). Sur les 1 353 bâtiments dénombrés sur la commune en 2019, 1 352 sont en aléa moyen ou fort, soit 100 %, à comparer aux 85 % au niveau départemental et 54 % au niveau national. Une cartographie de l'exposition du territoire national au retrait gonflement des sols argileux est disponible sur le site du BRGM,.
Par ailleurs, afin de mieux appréhender le risque d’affaissement de terrain, l'inventaire national des cavités souterraines permet de localiser celles situées sur la commune.

#### Risques technologiques
Le risque de transport de matières dangereuses sur la commune est lié à sa traversée par des infrastructures routières ou ferroviaires importantes ou la présence d'une canalisation de transport d'hydrocarbures. Un accident se produisant sur de telles infrastructures est susceptible d’avoir des effets graves sur les biens, les personnes ou l'environnement, selon la nature du matériau transporté. Des dispositions d’urbanisme peuvent être préconisées en conséquence.
La commune est en outre située en aval du Barrage des Olivettes, un ouvrage de classe A sur la Peyne, mis en service en 1988 et disposant d'une retenue de 4,4 millions de mètres cubes. À ce titre elle est susceptible d’être touchée par l’onde de submersion consécutive à la rupture d'un de ces ouvrages.

## Toponymie
L'origine du nom « Caux » a deux explications possibles :
- Il peut provenir de l'occitan « caus » qui signifie « chaux ». Ceci est possible puisque le calcaire est très présent sur le territoire. Les fours à chaux sont nombreux ; on retrouve leurs vestiges à Sallèles et route de Maro.
- Le nom peut venir d'une expression d'origine pré-indo-européenne : « cal-so », c'est-à-dire rocher, abri. En effet, sur son socle à 103 mètres d'altitude, Caux domine les environs.

En occitan, la commune est dénommée  Caus [kaws]

## Histoire

### Moyen Âge
- 880, Caux est sous l'autorité de Guillaume de Guilhen de Clermont-l'Hérault.
- 990, rattachement à Carcassonne par les vicomtes d'Agde et de Béziers (sous l'influence de la couronne d'Aragon).
- 1172, l'église de Caux est citée dans le Mabinogion.
- 1226, Caux est réuni au royaume de France par cession d'Amaury VI de Montfort, fils de Simon IV de Montfort.
- 1327, grande peste, il ne reste que six habitants.
- 1346, Bérenger V de Caux est le premier coseigneur (paréage avec le roi Philippe VI de Valois).
- 1362, Caux fait partie administrative du comté de Pézenas et de sa châtellenie.

### Temps modernes
- 1668, coseigneurs Charles de Bedos de Celles (de Clermont-l'Hérault) et de Fleury (de Toulouse).
- 1717, la route de Pézenas à travers le domaine du Parc est ouverte aux Caussinards.

### Révolution française et Empire
Lors de la Révolution française, les citoyens de la commune se réunissent au sein de la société révolutionnaire, baptisée « société populaire » et qui compte 107 membres en l’an III.

### Époque contemporaine
- 1875, arrivée du chemin de fer, les gares de voyageurs et de marchandises facilitent le négoce des vins.

Caux au tout début du XXe siècle
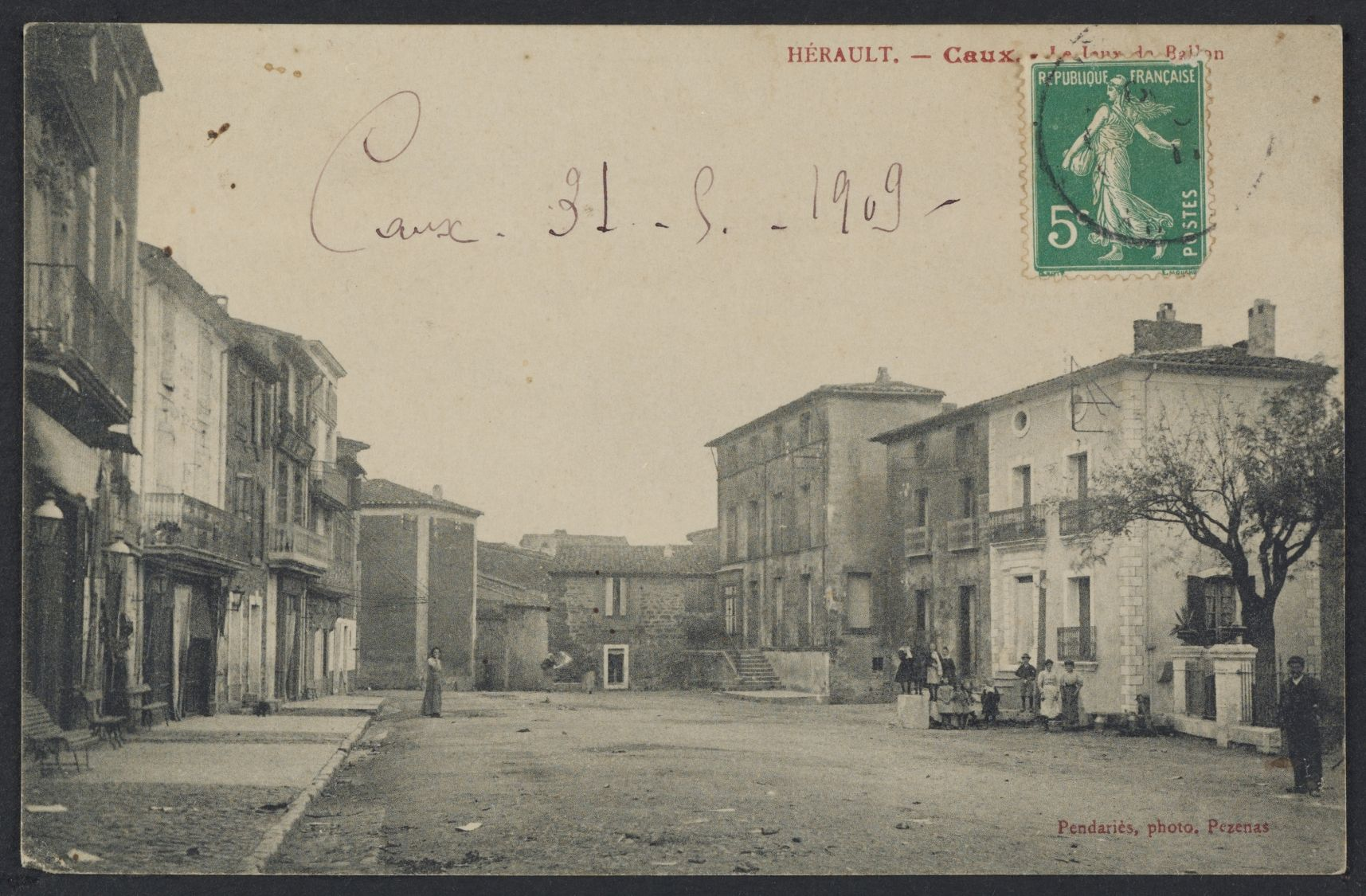
Carte postale de Caux (1909).

- 1909, électrification du village.
- 1910, installation du téléphone.
- de 1915 à 1919, un camp de prisonnier est installé dans les locaux de la chartreuse de Mougères[21].

## Politique et administration

### Rattachements administratifs et électoraux

#### Rattachements administratifs
La commune se trouve dans l'arrondissement de Béziers du département de l'Hérault.
Elle faisait partie depuis 1806 du canton de Pézenas. Dans le cadre du redécoupage cantonal de 2014 en France, cette circonscription administrative territoriale a disparu, et le canton n'est plus qu'une circonscription électorale.

#### Rattachements électoraux
Pour les élections départementales, la commune fait partie depuis 2014 d'un nouveau canton de Pézenas porté de cinq à quize communes.
Pour l'élection des députés, elle fait partie de la septième circonscription de l'Hérault.

### Intercommunalité
Caux est membre de la communauté d'agglomération Hérault Méditerranée, un établissement public de coopération intercommunale (EPCI) à fiscalité propre créé en 2003 et auquel la commune a transféré un certain nombre de ses compétences, dans les conditions déterminées par le code général des collectivités territoriales.

### Liste des maires
| Période        | Période                        | Identité                         | Étiquette        | Qualité |
| -------------- | ------------------------------ | -------------------------------- | ---------------- | --- |
| septembre 1870 | mai 1871                       | Emmanuel Maurel                  |                  | Président de la Commission d'administration                                                                                             |
| mai 1871       | octobre 1873                   | Ernest Guiraudou                 |                  | |
| octobre 1873   | avril 1874                     | Aristide Astruc                  |                  | |
| avril 1874     | novembre 1874                  | Félix Guiraudou                  |                  | |
| novembre 1874  | juin 1876                      | Aristide Astruc                  |                  | |
| juin 1876      | mai 1900                       | César Arnaud                     |                  | |
| mai 1900       | mai 1904                       | Charles Rouch                    |                  | |
| mai 1904       | mai 1908                       | David Pascal                     |                  | |
| mai 1908       | novembre 1919                  | Jean-Étienne Alquier             | Bloc républicain | Pharmacien Mort pour la France |
| novembre 1919  | décembre 1920                  | Séverin Bousquet                 |                  | |
| décembre 1920  | janvier 1924                   | Kléber Jean Émile Lauras         |                  | |
| janvier 1924   | juin 1925                      | Maurice Achile Bousquet          |                  | |
| juin 1925      | 1940                           | Germain Octave Alphonse Rasigade |                  | |
| 1940           | août 1944                      | Achille Gauch                    |                  | Nommé par le gouvernement de Vichy |
| août 1944      | septembre 1944                 | Louis Garbal                     | PCF              | Président du Comité local de libération                                                                                                 |
| septembre 1944 | mai 1945                       | Général Aubouy                   |                  | |
| mai 1945       | 1948                           | Germain Rasigade                 |                  | |
| 1948           | mai 1950                       | Ludovic Gaucel                   |                  | |
| mai 1950       | mars 1971                      | Fernand Albouy                   | Apolitique       | |
| mars 1971      | mars 1983                      | Michel Estadieu,                 | PS               | Instituteur |
| mars 1983      | mars 2001                      | Jacques Vailhère,                | RPR              | |
| mars 2001      | mai 2020                       | Jean Martinez,                   | DVD              | Professeur honoraire de l’université Montpellier 1 Chevalier de la Légion d'honneur                                                     |
| mai 2020       | En cours (au 30 novembre 2023) | Jean-Charles Desplan             | DVD              | Ancien cadre dans l'informatique Vice-président de la CA Hérault-Méditerranée (2020 → ) Réélu lors d'une élection municipale partielle, |

## Population et société
Les habitants sont appelés les Caussinards ou  Caussinardes.

### Démographie
L'évolution du nombre d'habitants est connue à travers les recensements de la population effectués dans la commune depuis 1793. Pour les communes de moins de 10 000 habitants, une enquête de recensement portant sur toute la population est réalisée tous les cinq ans, les populations de référence des années intermédiaires étant quant à elles estimées par interpolation ou extrapolation. Pour la commune, le premier recensement exhaustif entrant dans le cadre du nouveau dispositif a été réalisé en 2006.

En 2022, la commune comptait 2 692 habitants, en évolution de +5,4 % par rapport à 2016 (Hérault : +7,49 %, France hors Mayotte : +2,11 %).
| 1793  | 1800  | 1806  | 1821  | 1831  | 1836  | 1841  | 1846  | 1851  |
| ----- | ----- | ----- | ----- | ----- | ----- | ----- | ----- | ----- |
| 1 380 | 1 539 | 1 689 | 1 529 | 1 810 | 1 827 | 1 677 | 1 735 | 1 800 |

| 1856  | 1861  | 1866  | 1872  | 1876  | 1881  | 1886  | 1891  | 1896  |
| ----- | ----- | ----- | ----- | ----- | ----- | ----- | ----- | ----- |
| 1 822 | 1 797 | 1 870 | 2 065 | 1 904 | 1 828 | 1 674 | 1 930 | 1 980 |

| 1901  | 1906  | 1911  | 1921  | 1926  | 1931  | 1936  | 1946  | 1954  |
| ----- | ----- | ----- | ----- | ----- | ----- | ----- | ----- | ----- |
| 2 049 | 1 918 | 1 946 | 2 119 | 2 048 | 2 055 | 2 008 | 1 731 | 1 641 |

| 1962  | 1968  | 1975  | 1982  | 1990  | 1999  | 2006  | 2011  | 2016  |
| ----- | ----- | ----- | ----- | ----- | ----- | ----- | ----- | ----- |
| 1 774 | 1 711 | 1 546 | 1 578 | 1 709 | 1 968 | 2 463 | 2 490 | 2 554 |

| 2021  | 2022  | - | - | - | - | - | - | - |
| ----- | ----- | - | - | - | - | - | - | - |
| 2 640 | 2 692 | - | - | - | - | - | - | - |

Caux est une commune rurale qui connaît une forte hausse de la population depuis 1975.

## Économie

### Revenus
En 2018, la commune compte 1 115 ménages fiscaux, regroupant 2 495 personnes. La médiane du revenu disponible par unité de consommation est de 20 060 € (20 330 € dans le département). 42 % des ménages fiscaux sont imposés (45,8 % dans le département).

### Emploi
|                | 2008   | 2013   | 2018   |
| -------------- | ------ | ------ | ------ |
| Commune        | 8,5 %  | 9,4 %  | 11,9 % |
| Département    | 10,1 % | 11,9 % | 12 %   |
| France entière | 8,3 %  | 10 %   | 10 %   |

En 2018, la population âgée de 15 à 64 ans s'élève à 1 441 personnes, parmi lesquelles on compte 72 % d'actifs (60 % ayant un emploi et 11,9 % de chômeurs) et 28 % d'inactifs,. Depuis 2008, le taux de chômage communal (au sens du recensement) des 15-64 ans est inférieur à celui du département, mais supérieur à celui de la France.
La commune fait partie de la couronne de l'aire d'attraction de Pézenas, du fait qu'au moins 15 % des actifs travaillent dans le pôle,. Elle compte 556 emplois en 2018, contre 412 en 2013 et 451 en 2008. Le nombre d'actifs ayant un emploi résidant dans la commune est de 888, soit un indicateur de concentration d'emploi de 62,6 % et un taux d'activité parmi les 15 ans ou plus de 48 %.
Sur ces 888 actifs de 15 ans ou plus ayant un emploi, 303 travaillent dans la commune, soit 34 % des habitants. Pour se rendre au travail, 87,4 % des habitants utilisent un véhicule personnel ou de fonction à quatre roues, 1,7 % les transports en commun, 7,1 % s'y rendent en deux-roues, à vélo ou à pied et 3,8 % n'ont pas besoin de transport (travail au domicile).

### Activités hors agriculture

#### Secteurs d'activités
211 établissements sont implantés  à Caux au 31 décembre 2019. Le tableau ci-dessous en détaille le nombre par secteur d'activité et compare les ratios avec ceux du département,.
| Secteur d'activité                                                                                        | Commune | Commune | Département |
| Secteur d'activité                                                                                        | Nombre  | %       | %           |
| --- | ------- | ------- | ----------- |
| Ensemble                                                                                                  | 211     | 100 %   | (100 %)     |
| Industrie manufacturière, industries extractives et autres                                                | 13      | 6,2 %   | (6,7 %)     |
| Construction                                                                                              | 45      | 21,3 %  | (14,1 %)    |
| Commerce de gros et de détail, transports, hébergement et restauration                                    | 56      | 26,5 %  | (28 %)      |
| Information et communication                                                                              | 3       | 1,4 %   | (3,3 %)     |
| Activités financières et d'assurance                                                                      | 3       | 1,4 %   | (3,2 %)     |
| Activités immobilières                                                                                    | 18      | 8,5 %   | (5,3 %)     |
| Activités spécialisées, scientifiques et techniques et activités de services administratifs et de soutien | 33      | 15,6 %  | (17,1 %)    |
| Administration publique, enseignement, santé humaine et action sociale                                    | 22      | 10,4 %  | (14,2 %)    |
| Autres activités de services                                                                              | 18      | 8,5 %   | (8,1 %)     |

Le secteur du commerce de gros et de détail, des transports, de l'hébergement et de la restauration est prépondérant sur la commune puisqu'il représente 26,5 % du nombre total d'établissements de la commune (56 sur les 211 entreprises implantées  à Caux), contre 28 % au niveau départemental.

#### Entreprises et commerces
Les cinq entreprises ayant leur siège social sur le territoire communal qui génèrent le plus de chiffre d'affaires en 2020 sont : 
- DMCC, commerce de détail de quincaillerie, peintures et verres en grandes surfaces (400 m2 et plus) (2 528 k€) ;
- Benezech Maconnerie, travaux de maçonnerie générale et gros œuvre de bâtiment (289 k€) ;
- Reverte Plac-Caux Pere Et Fils, travaux de plâtrerie (277 k€) ;
- Ludo Facade, autres travaux spécialisés de construction (241 k€) ;
- Vailhere Courtage, autres activités de soutien aux entreprises n.c.a. (120 k€).

### Agriculture
La commune est dans la « Plaine viticole », une petite région agricole occupant la bande côtière du département de l'Hérault. En 2020, l'orientation technico-économique de l'agriculture  sur la commune est la viticulture.
|               | 1988  | 2000  | 2010  | 2020  |
| ------------- | ----- | ----- | ----- | ----- |
| Exploitations | 211   | 146   | 91    | 76    |
| SAU (ha)      | 1 495 | 1 451 | 1 464 | 1 189 |

Le nombre d'exploitations agricoles en activité et ayant leur siège dans la commune est passé de 211 lors du recensement agricole de 1988  à 146 en 2000 puis à 91 en 2010 et enfin à 76 en 2020, soit une baisse de 64 % en 32 ans. Le même mouvement est observé à l'échelle du département qui a perdu pendant cette période 67 % de ses exploitations,. La surface agricole utilisée sur la commune a également diminué, passant de 1495 ha en 1988 à 1189 ha en 2020. Parallèlement la surface agricole utilisée moyenne par exploitation a augmenté, passant de 7 à 16 ha.

## Culture locale et patrimoine

### Lieux et monuments
- Menhir planté au tènement de Peyreficade (pierre plantée) ;
- Cabanes de pierre sèche ou capitelles ;
- Vestiges de carrières de pierres à chaux ;
- Ancien four à chaux ;
- Église Saint-Gervais-Saint-Protais et son clocher-porche gothique. L'édifice a été classé au titre des monuments historiques en 1913[42] ;
- Chapelle des Pénitents blancs de Caux (1848) ;
- Chapelle Notre-Dame-des-Pitiés du monastère de l'Assomption-de-la-Vierge-et-Saint-Bruno de Notre-Dame-de-Mougères ;
- Chartreuse de Mougères et chapelle Notre-Dame-de-Pitié (1645) ;
- Ancien volcan des Baumes, avec des cristaux verts d'olivine.

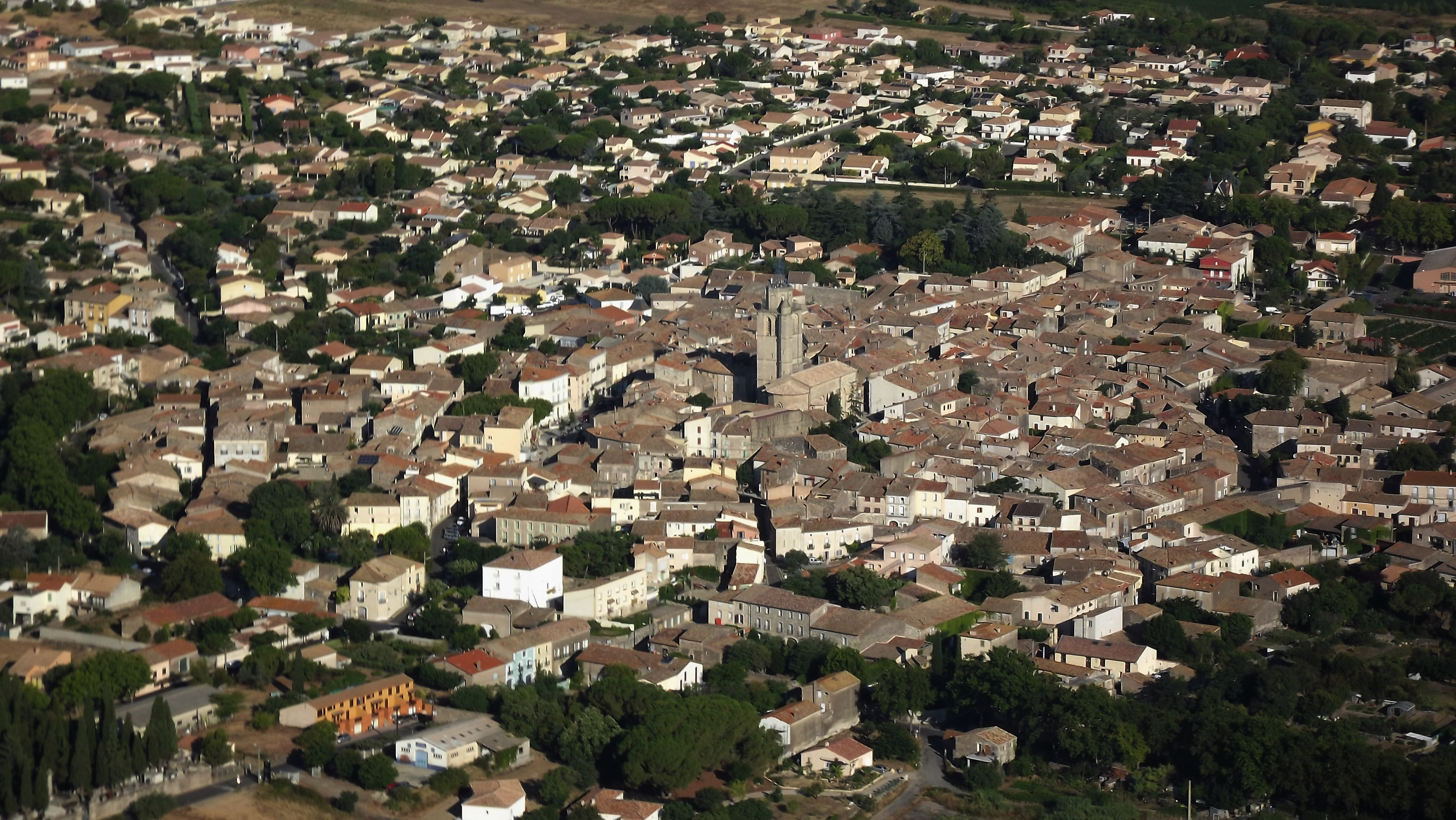
Vue aérienne de Caux.
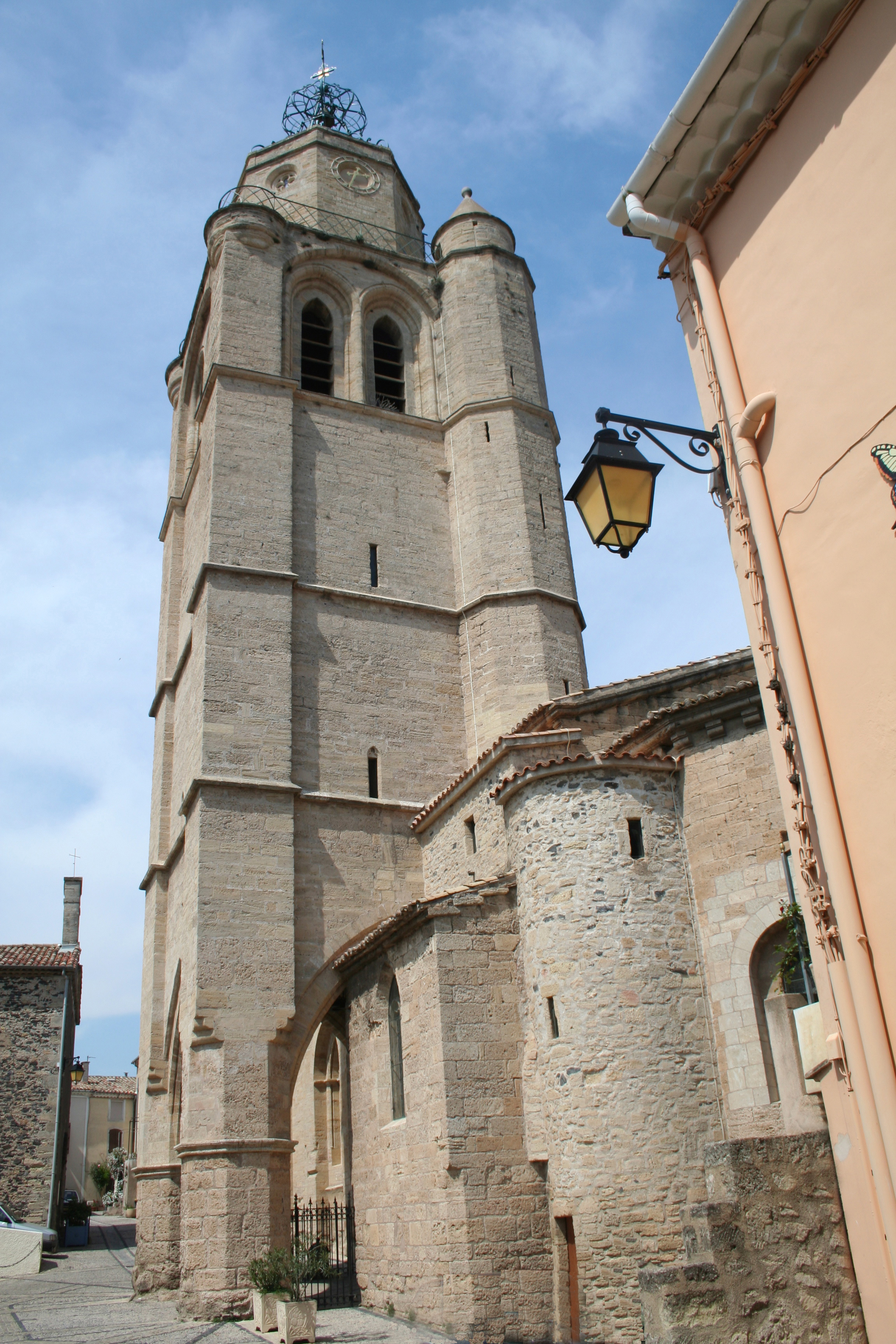
Église Saint-Gervais de Caux.
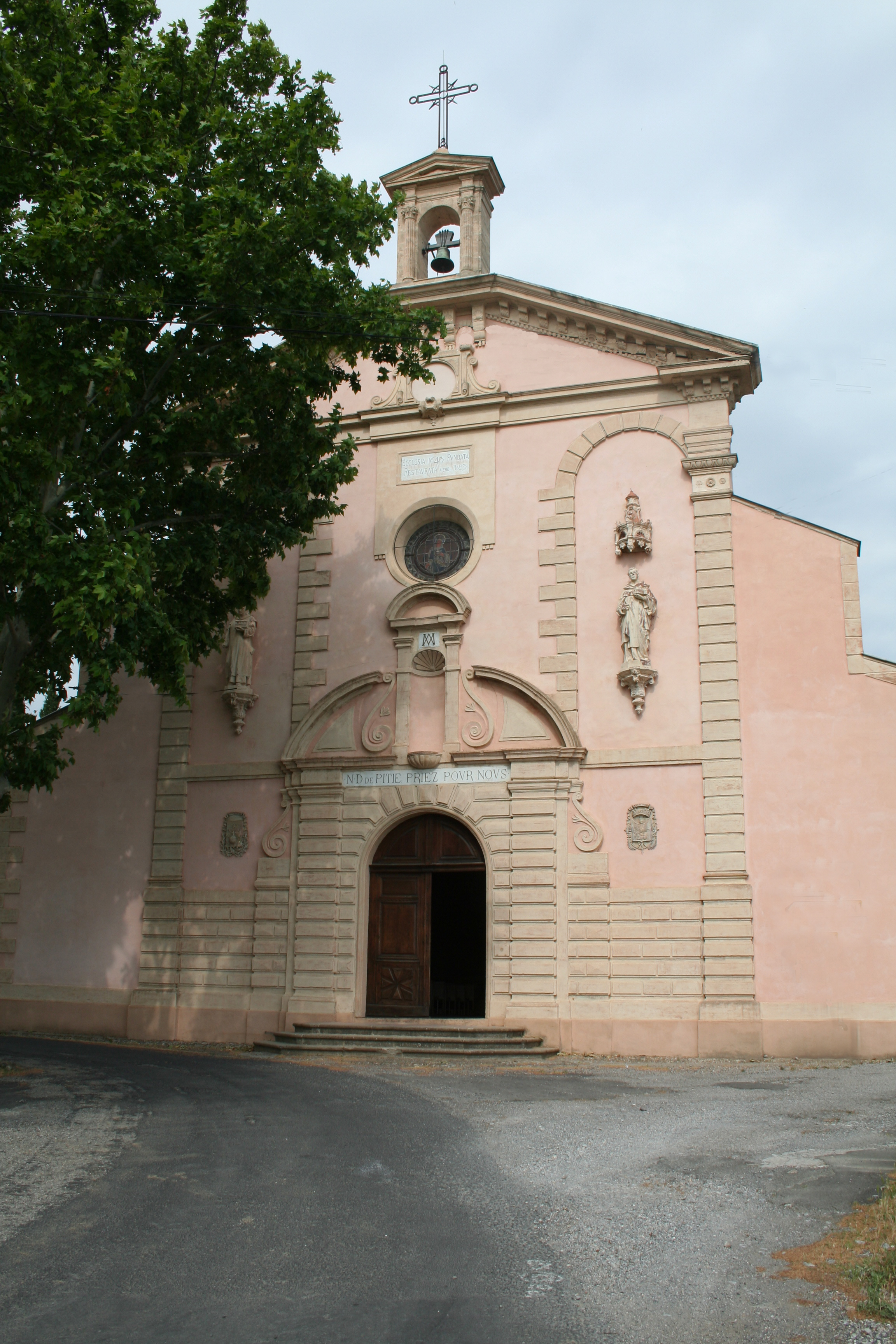
Chapelle Notre-Dame-des-Pitiés du monastère de l'Assomption-de-la-Vierge-et-Saint-Bruno de Notre-Dame-de-Mougères.
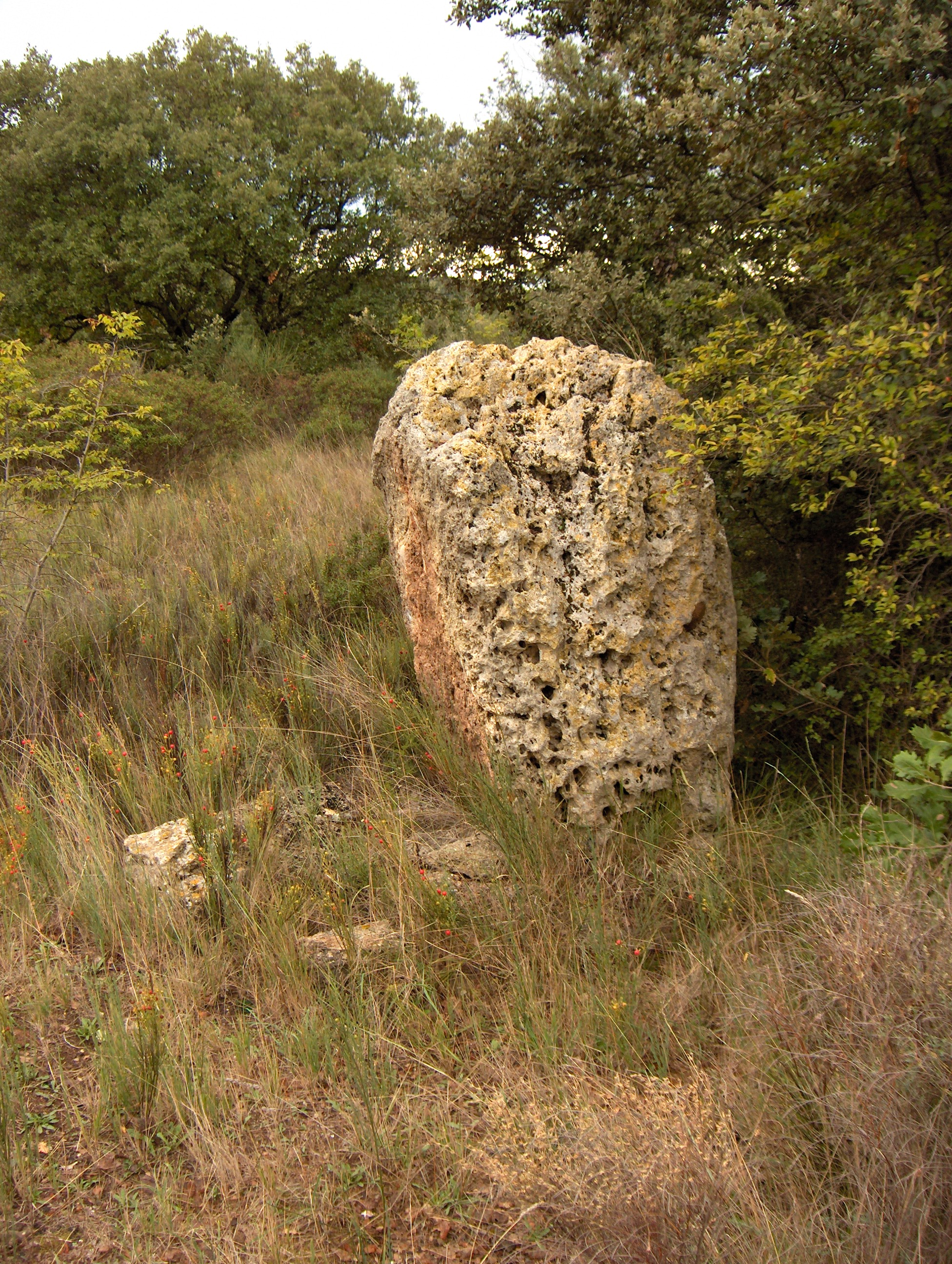
Menhir de Peyreficade.
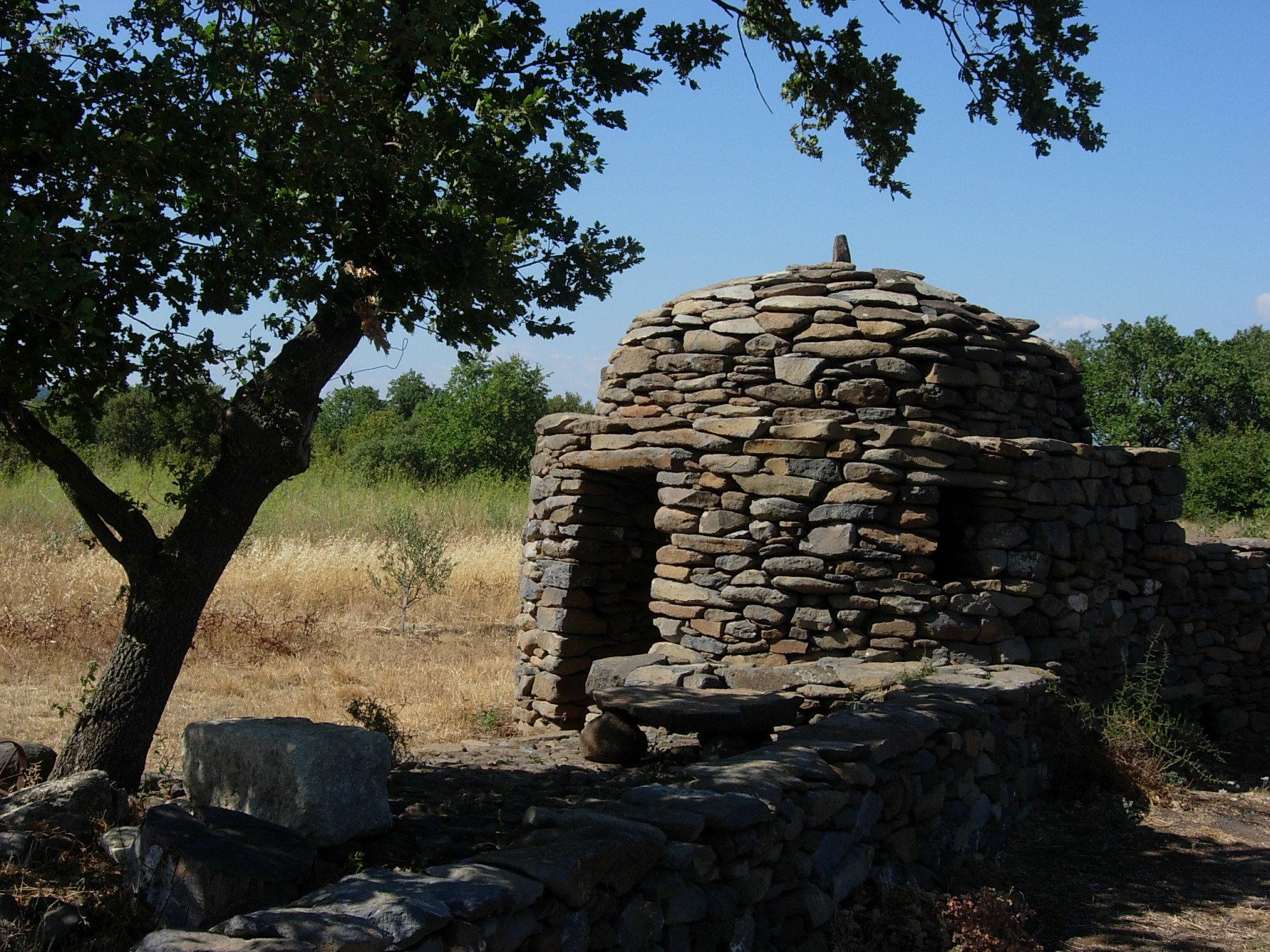
Capitelle en pierre basaltique, restaurée.
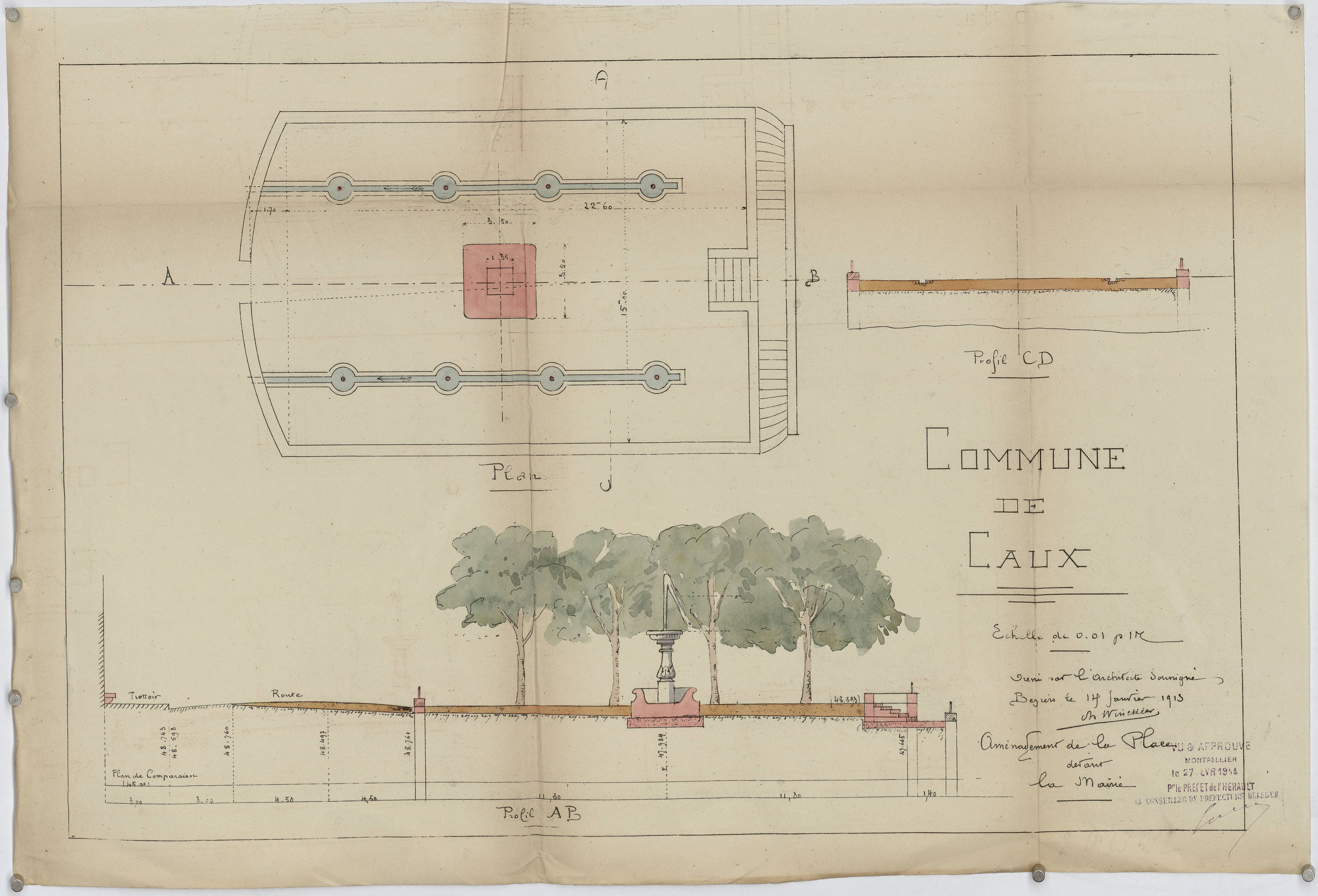
Aménagement de la place devant la mairie : plans, profils A B, profils C D.
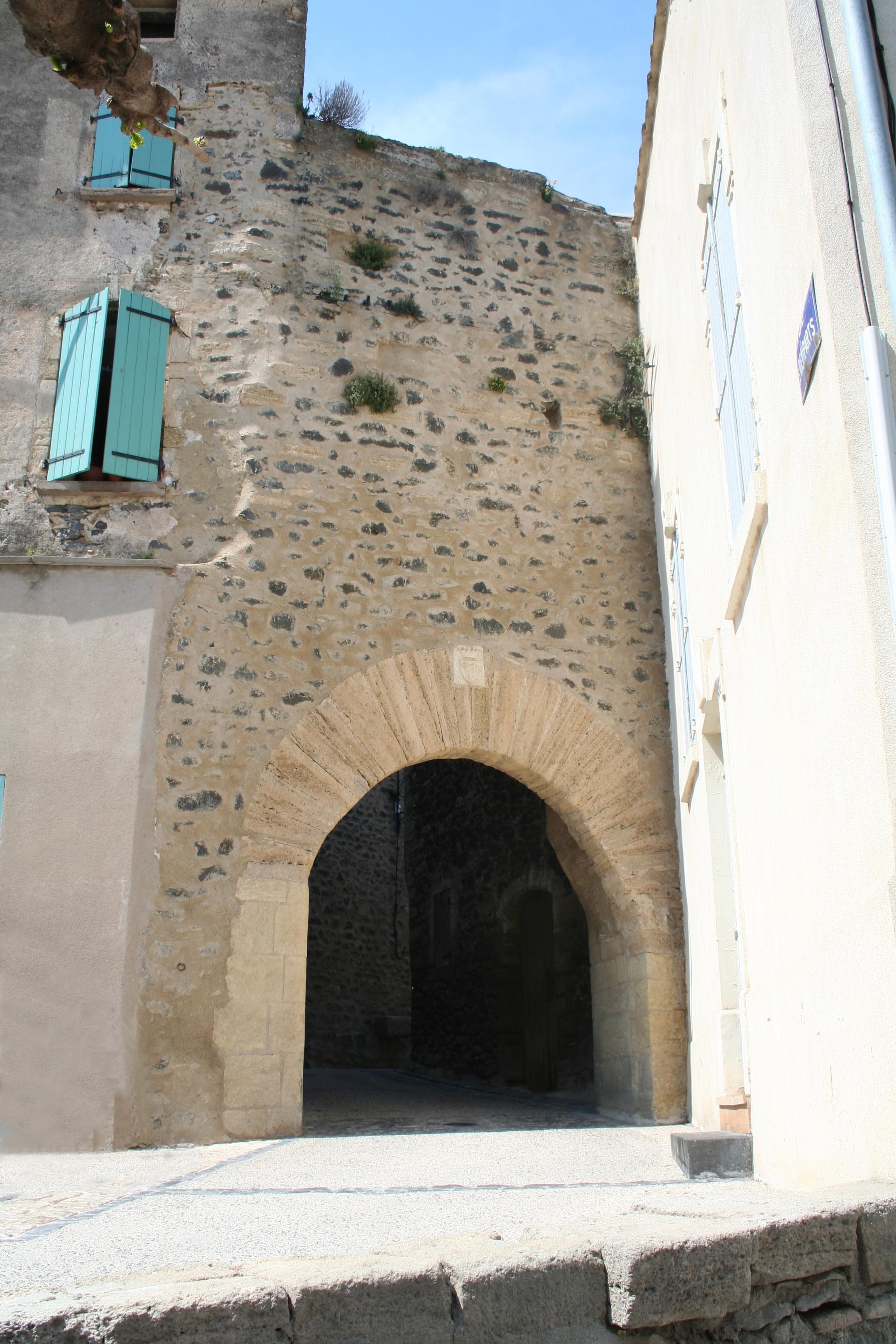
Porte de la muraille extérieure.
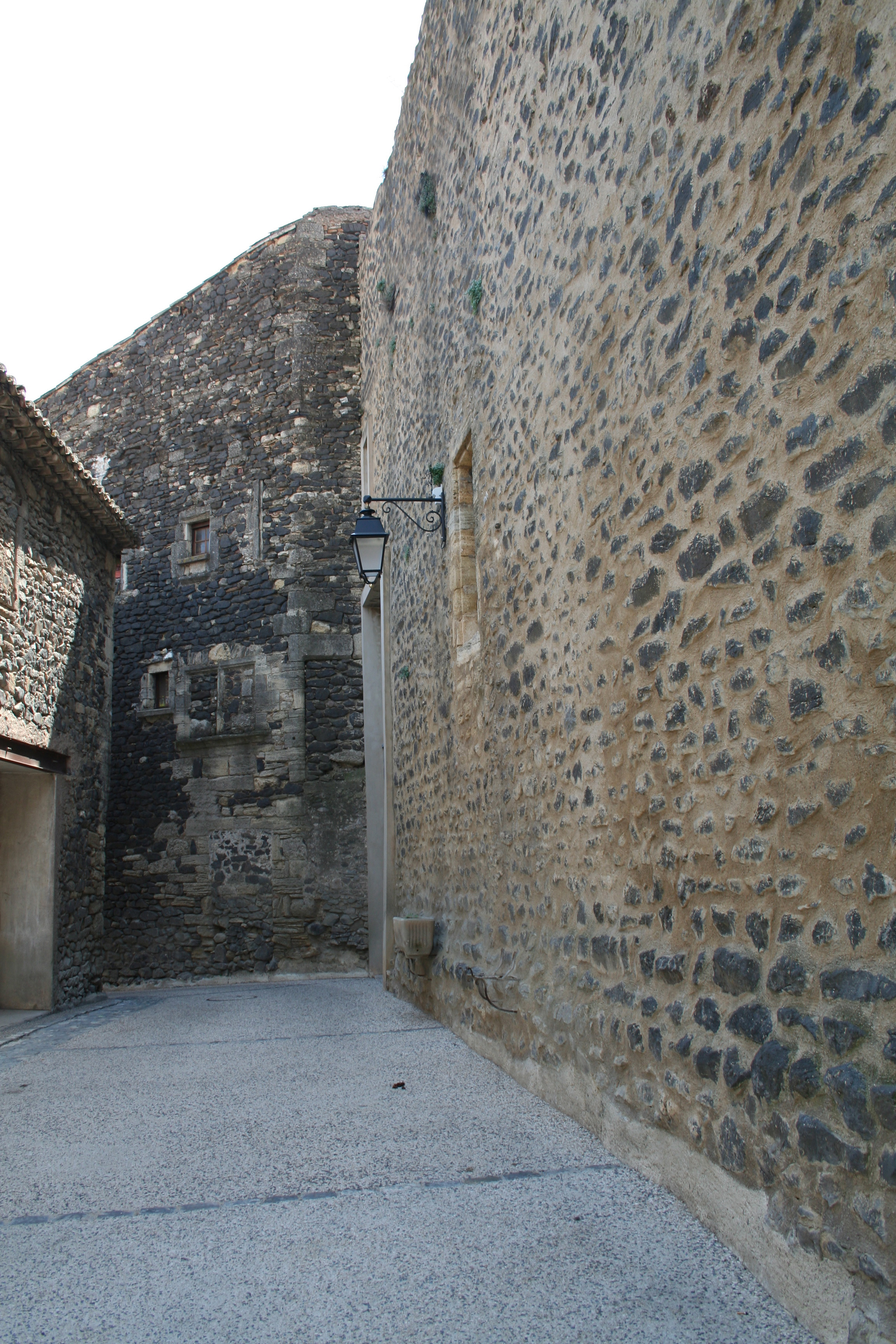
Muraille intérieure.
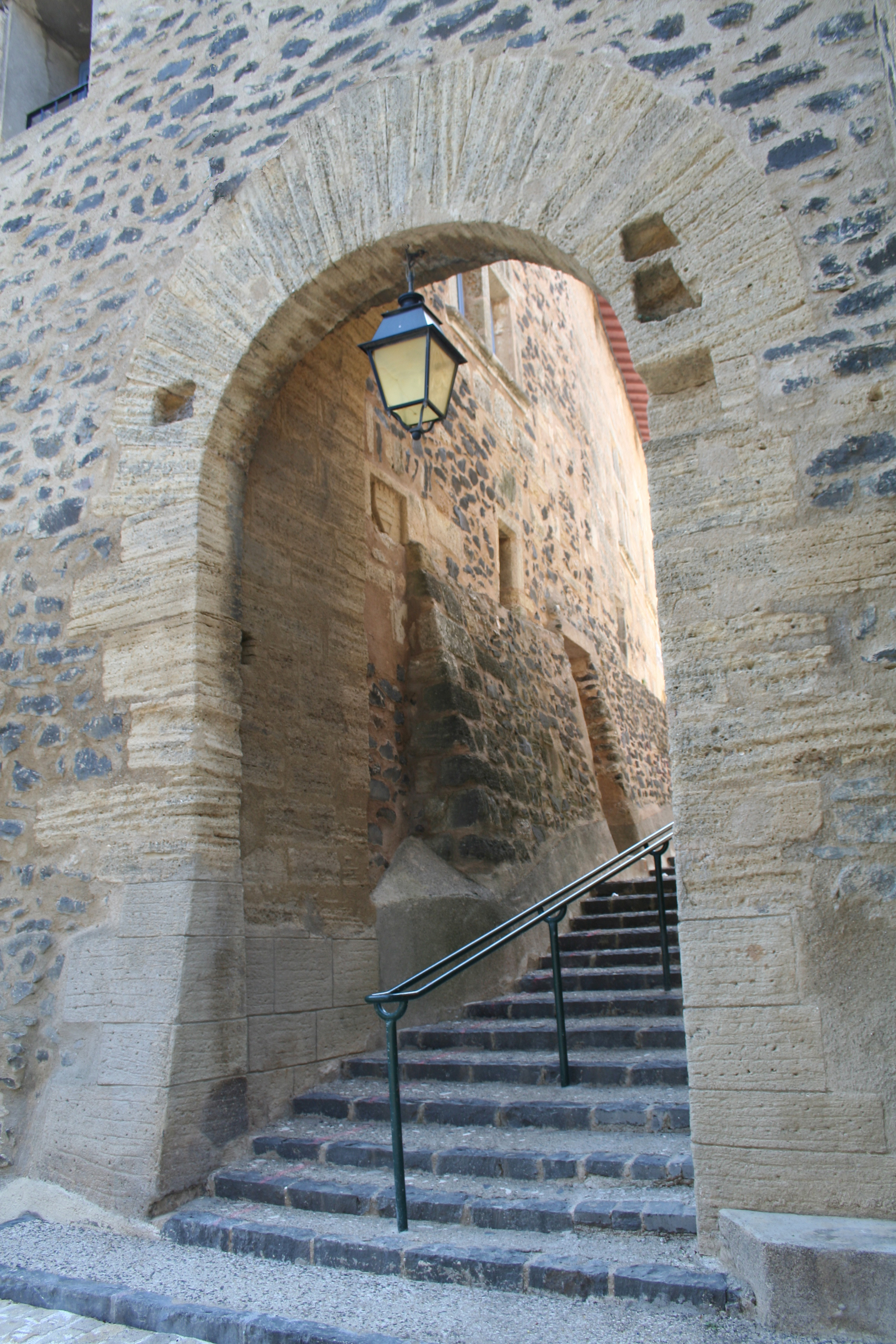
Porte de la muraille intérieure.
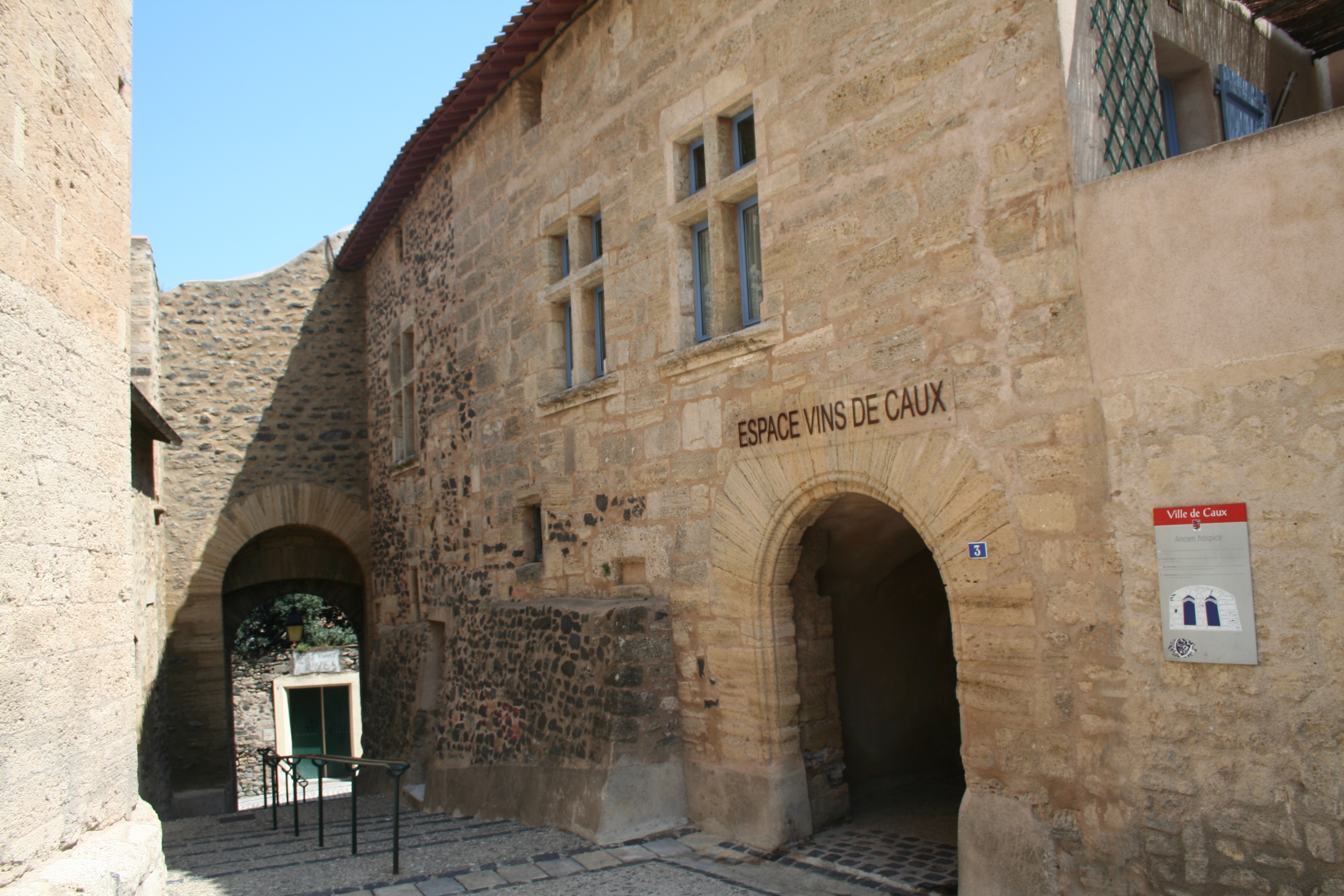
Ancien hospice et porte de la muraille intérieure.
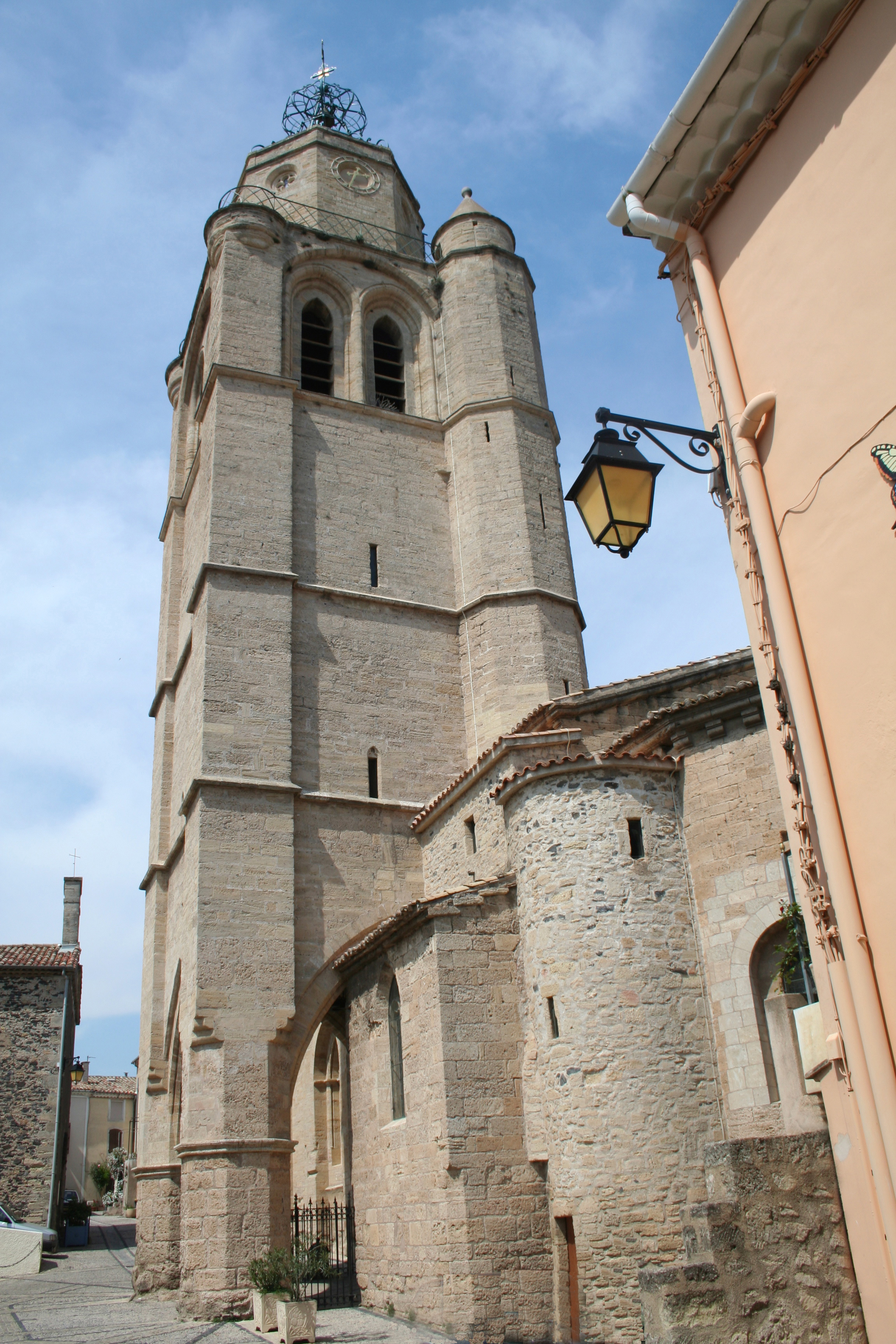
Clocher-porche (XIIIe – XIVe siècles) de Saint-Gervais-et-Protais.
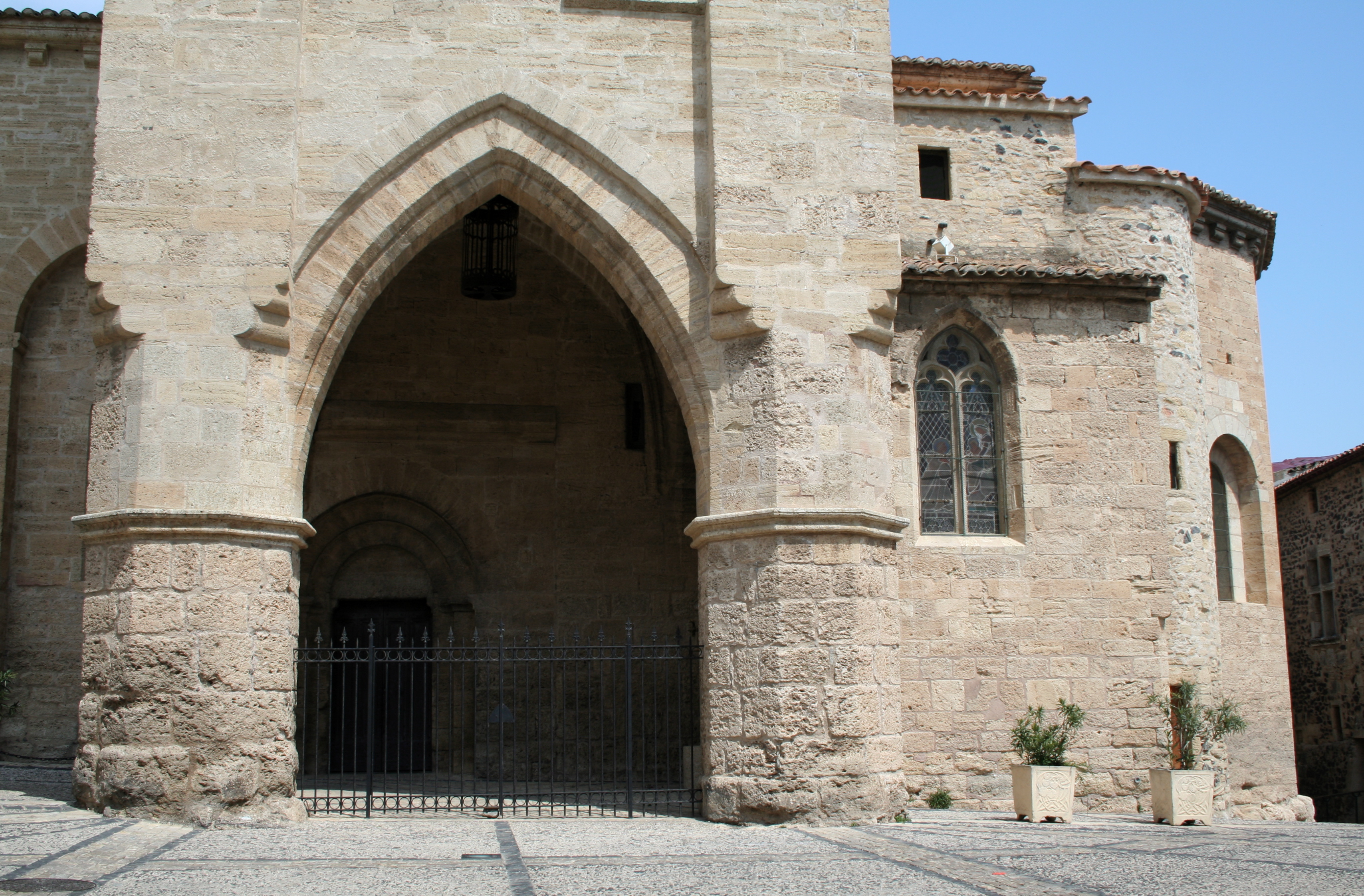
Porche et chevet de l'église Saint-Gervais-et-Protais.
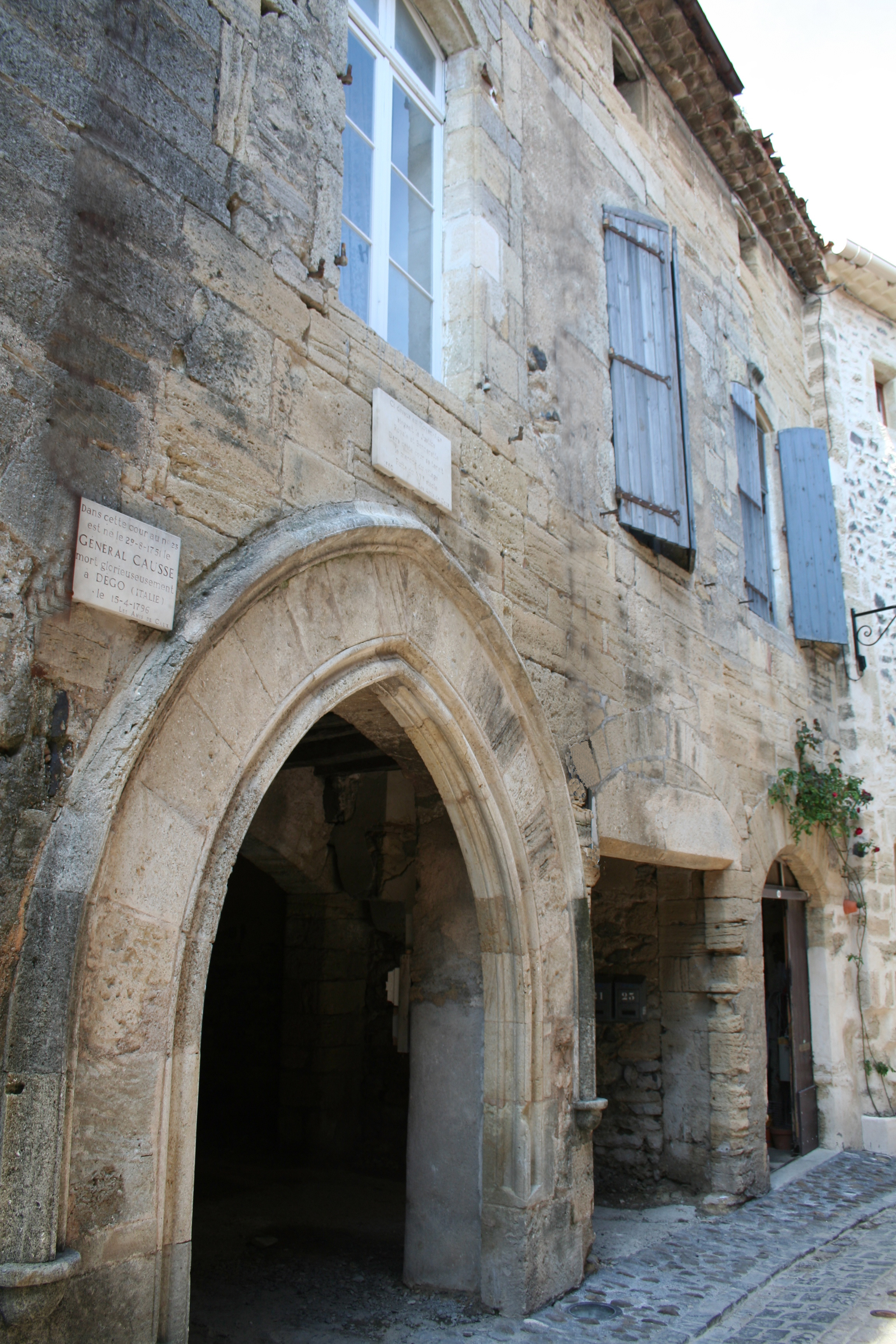
Maison natale du général Causse (1751-1796). Siège de la Justice Royale et Bannerette.
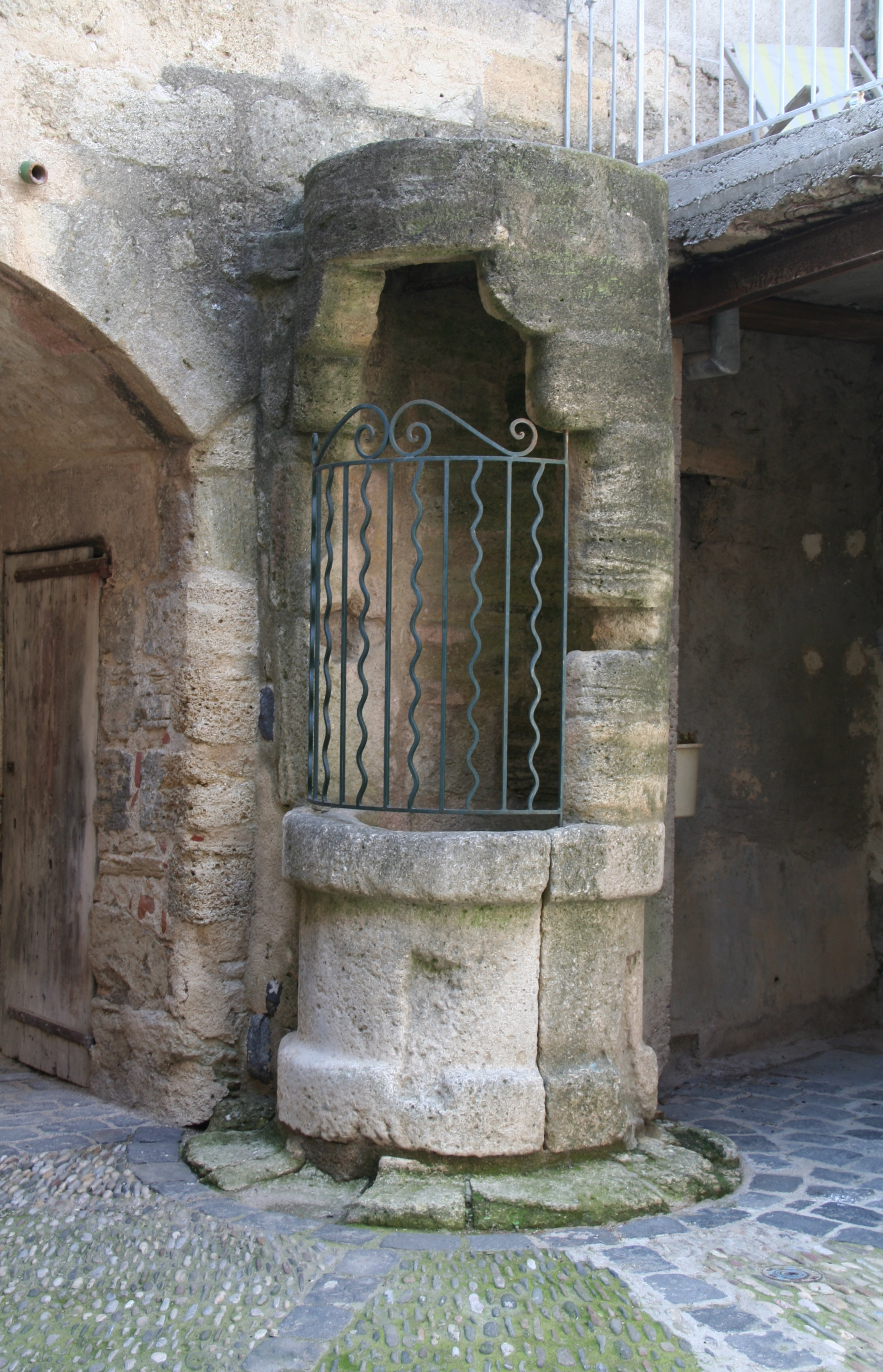
Puits (XVe siècle) dans la cour de la maison natale du général Causse.
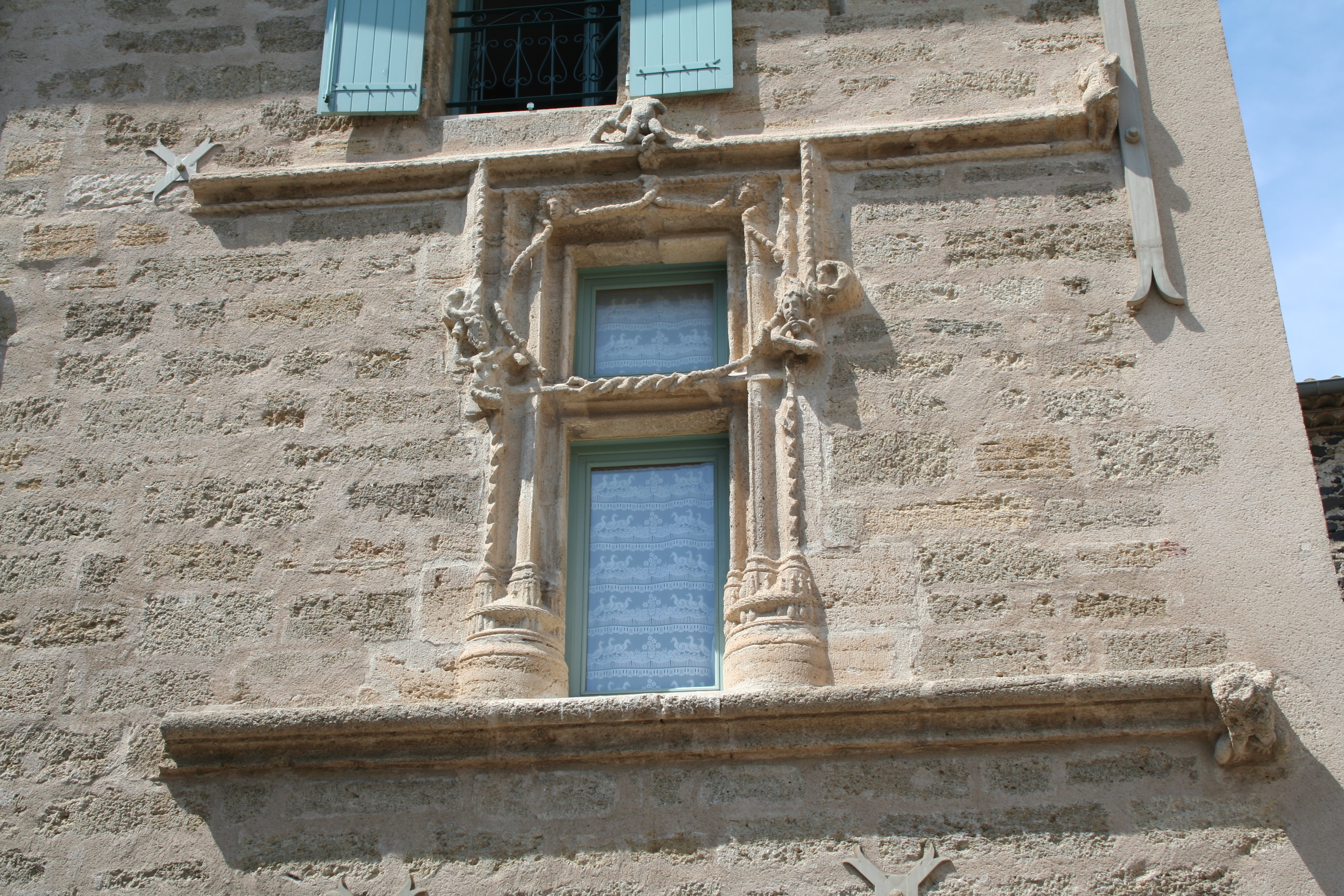
Fenêtre ancienne (XVIIe s ?) - place de l'Église.
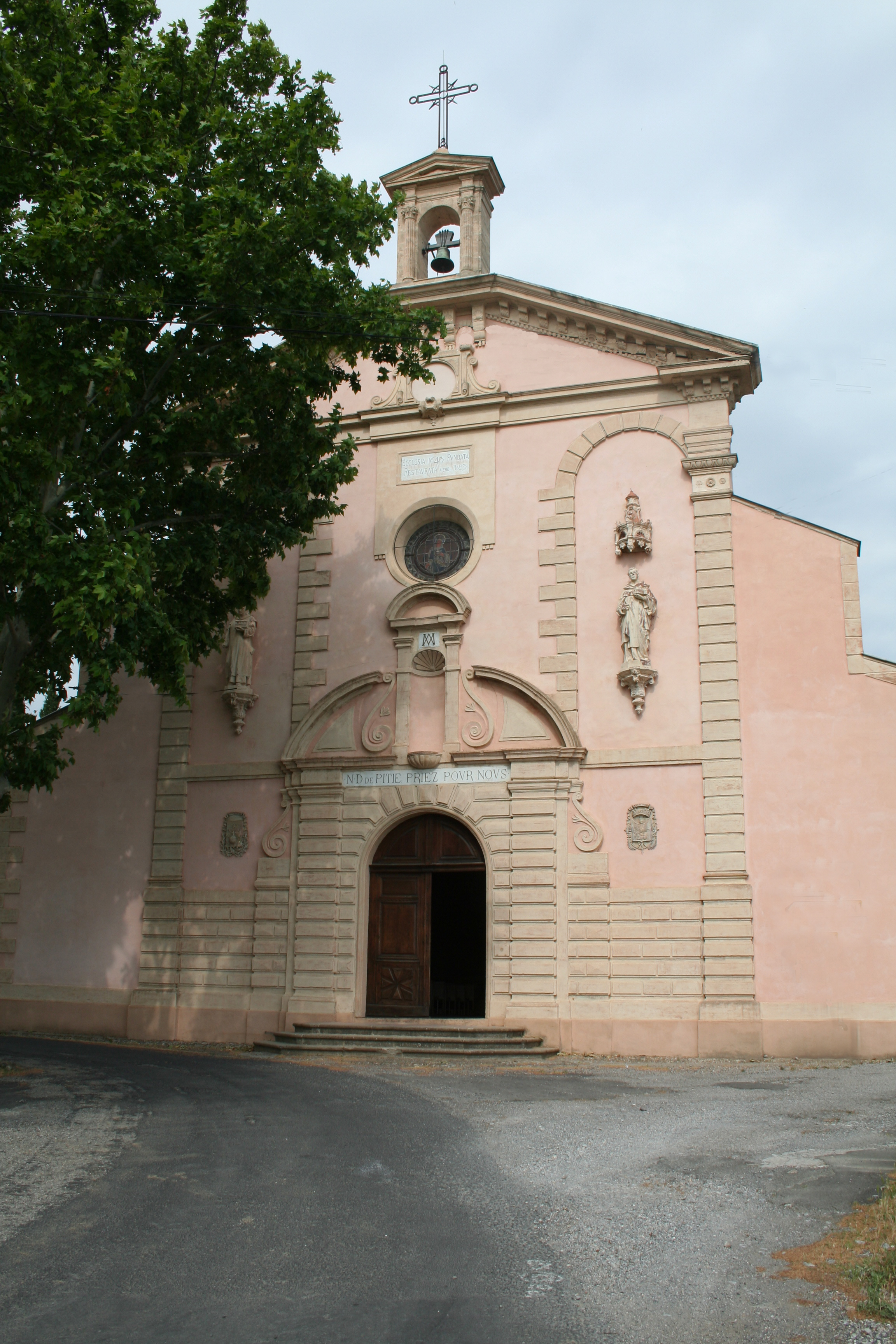
Chartreuse de Mougères - Église Notre-Dame de Pitié (1645).

### Héraldique
| Blason de Caux | Blason  | Écartelé, au premier de gueules à la bande d'argent, au deuxième d'azur à trois fleurs de lys d'or, au troisième de sable à un croissant d'or, au chef cousu d'azur chargé de trois étoiles aussi d'or, au quatrième de gueules à un houseau contourné d'or accompagné en chef de deux roses du même. |
| Blason de Caux | Détails | Le statut officiel du blason reste à déterminer. |

### Personnalités liées à la commune
- François Lamathe Bedos de Celles de Salelles, dit dom Bedos de Celles, né à Caux (Sallèles) le 24 janvier 1709, mort à Saint-Denis le 25 novembre 1779, moine bénédictin, mathématicien, organiste et facteur d'orgues.
- Pierre Milhau (1744-1824), homme politique né et décédé à Caux, député de l'Hérault en 1815 pendant les Cent-Jours.
- Général Jean-Jacques Causse, général de brigade qui servit sous les ordres de Napoléon Bonaparte. Une copie du tableau de Francois-Henri Mulard illustrant sa mort a été offerte par le musée du Louvre à la mairie de Caux.
- Jean Durand (Caux, 5 octobre 1900 ; Toulouse, 13 mai 1988), diplômé de l'École Centrale de Paris, ingénieur honoraire hors classe des Chemins de fer, architecte ferroviaire (France, Iran, Mexique), chevalier de la Légion d'honneur.
- Marius Nègre (1890-1952), instituteur et secrétaire général de la Fédération des instituteurs, syndicaliste, révoqué par Clemenceau en 1907 pour la décision de rejoindre la CGT.

### Fonds d'archives
- Fonds : Archives communales de Caux (1217-1793) [1,05 ml].  Cote : 63 EDT. Montpellier : Archives départementales de l'Hérault (présentation en ligne).